# 剣岳吉五郎
剣岳 吉五郎（つるぎだけ きちごろう、1896年1月1日 - 1950年4月19日）は、富山県富山市出身で立浪部屋に所属した大相撲力士。本名は五十里 吉次郎。身長174cm、体重94kg。

## 経歴
富山県富山市出身。立浪部屋に入門し、1916年1月場所に初土俵を踏む。新十両が1925年5月場所、新入幕が1927年5月場所と、昇進のスピードは緩やかだったが、1928年には、大関大ノ里萬助や常陸岩英太郎からも勝ち星を挙げたり、新進気鋭の武蔵山武にも初顔から連勝したりと、時折存在感を示した。その風格について「古武士」と評されたこともある。
右四つからの寄り、蹴返しなどを持ち味とした取り口であった。
1932年1月場所の番付では、東前頭16枚目に位置していたが、その場所前に起きた春秋園事件で、協会を脱退、天竜三郎たちと行動を共にし、以後相撲協会には復帰しなかった。最高位は東前頭2枚目だった。関西では、1936年、40歳まで現役にあった。

## 成績
- 幕内在位 18場所
- 幕内成績 62勝123敗2休

### 場所別成績
| 1916年 （大正5年） | （前相撲）             | x                | 新序 3–0               | x                |
| 1917年 （大正6年） | 西序ノ口6枚目 4–1      | x                | 東序二段70枚目 3–1 1預 | x                |
| 1918年 （大正7年） | 東序二段12枚目 4–0 1預 | x                | 東三段目29枚目 1–1 1預 | x                |
| 1919年 （大正8年） | 東三段目16枚目 2–3     | x                | 東三段目24枚目 2–2 1預 | x                |
| 1920年 （大正9年） | 西三段目15枚目 3–2     | x                | 東三段目筆頭 3–2       | x                |
| 1921年 （大正10年） | 東幕下39枚目 3–2       | x                | 西幕下25枚目 2–3       | x                |
| 1922年 （大正11年） | 東幕下29枚目 1–2       | x                | 西幕下41枚目 1–4       | x                |
| 1923年 （大正12年） | 西三段目19枚目 8–2     | x                | 西幕下28枚目 4–2       | x                |
| 1924年 （大正13年） | 西幕下7枚目 0–0–5      | x                | 西幕下27枚目 4–2       | x                |
| 1925年 （大正14年） | 西幕下11枚目 5–1       | x                | 西十両10枚目 2–4       | x                |
| 1926年 （大正15年） | 東十両15枚目 4–2       | x                | 東十両8枚目 5–1        | x                |
| 1927年 （昭和2年） | 東十両2枚目 6–3        | 東十両2枚目 5–6  | 東前頭14枚目 7–4       | 東十両5枚目 7–4  |
| 1928年 （昭和3年） | 西前頭5枚目 7–4        | 東前頭14枚目 2–9 | 東前頭2枚目 3–6–2      | 東前頭2枚目 3–8  |
| 1929年 （昭和4年） | 西前頭6枚目 2–9        | 西前頭6枚目 0–11 | 西前頭12枚目 5–6       | 西前頭12枚目 5–6 |
| 1930年 （昭和5年） | 西前頭8枚目 1–10       | 西前頭8枚目 5–6  | 西前頭11枚目 5–6       | 西前頭11枚目 7–4 |
| 1931年 （昭和6年） | 東前頭6枚目 2–9        | 東前頭6枚目 2–9  | 西前頭12枚目 3–8       | 西前頭12枚目 3–8 |
| 1932年 （昭和7年） | 東前頭16枚目 –         | x                | x                      | x                |
| 各欄の数字は、「勝ち-負け-休場」を示す。 優勝 引退 休場 十両 幕下 三賞：敢=敢闘賞、殊=殊勲賞、技=技能賞 その他：★=金星 番付階級：幕内 - 十両 - 幕下 - 三段目 - 序二段 - 序ノ口 幕内序列：横綱 - 大関 - 関脇 - 小結 - 前頭（「#数字」は各位内の序列） |                        |                  |                        |                  |

## 改名
- 二上山（1916年1月 - 1916年5月）
- 立ノ山（1917年1月 - 1921年1月）
- 劔  山（1921年5月 - 1925年5月）[3][4]
- 劔  嶽（1926年1月 - 1926年5月）
- 劔  岳（1927年1月 - 1932年1月）[5]